# Dendrogramma
Dendrogramma – rodzaj zwierząt obejmujący dwa gatunki: D. enigmatica i D. discoides, zidentyfikowane w 2014 pośród zbioru okazów zebranych w 1986. Są to niewielkie organizmy żyjące w oceanie. Pierwotnie zaliczono je do królestwa zwierząt, nie przypisując ich definitywnie do żadnego typu; stworzono dla nich natomiast rodzinę Dendrogrammatidae. Analiza filogenetyczna przeprowadzona przez O'Harę i współpracowników (2016) wykazała przynależność Dendrogramma do parzydełkowców; z analizy wynika, że Dendrogramma jest rurkopławem z rodziny Rhodaliidae.

## Odkrycie
Okazy Dendrogramma zebrano na południowo-wschodnim wybrzeżu Australii podczas ekspedycji naukowej w 1986. Znaleziono je na głębokości 400 m i 1000 m na stoku kontynentalnym w okolicy Tasmanii, używając sań do pobierania epibentosu wleczonych po dnie morskim w celu zebrania organizmów żyjących na i tuż nad osadami. Badacze zebrali 18 okazów. Zakonserwowali je w formaldehydzie, a potem w etanolu, w celu zachowania ich dla późniejszych badań. 
Powróciwszy na miejsce zebrania próbek w 1988, nie znaleźli żadnego okazu.  Nie znaleźli go do 2014, kiedy to opublikowali swe odkrycie. Jean Just z Uniwersytetu Kopenhaskiego, który przeprowadził trawling w 1986, wyjaśnił długie opóźnienie pomiędzy odkryciem a publikacją niezwykłą naturą odkrycia, mówiąc, że kiedy sądzi się, że się posiada coś naprawdę niezwykłego, wiele czasu zabiera badanie, doczytywanie, konsultowanie i przekonanie się, że napotkało się coś naprawdę niezwykłego.

## Nazwa
Nazwa rodzajowa Dendrogramma odwołuje się do wzoru rozgałęziania się kanałów jamy chłonąco-trawiącej, przywodzących na myśl wzór rozgałęziania się konarów drzewa, porównywanego także do dendrogramu, rodzaju rozgałęziającego się diagramu często wykorzystywanego przez biologów dla zilustrowania pokrewieństw ewolucyjnych pomiędzy organizmami. Epitet gatunkowy jednego z gatunków, enigmatica, odnosi się do tajemniczej natury stworzenia. Natomiast epitet gatunkowy drugiego, discoides, odwołuje się do dyskowatego kształtu zwierzęcia.

## Budowa

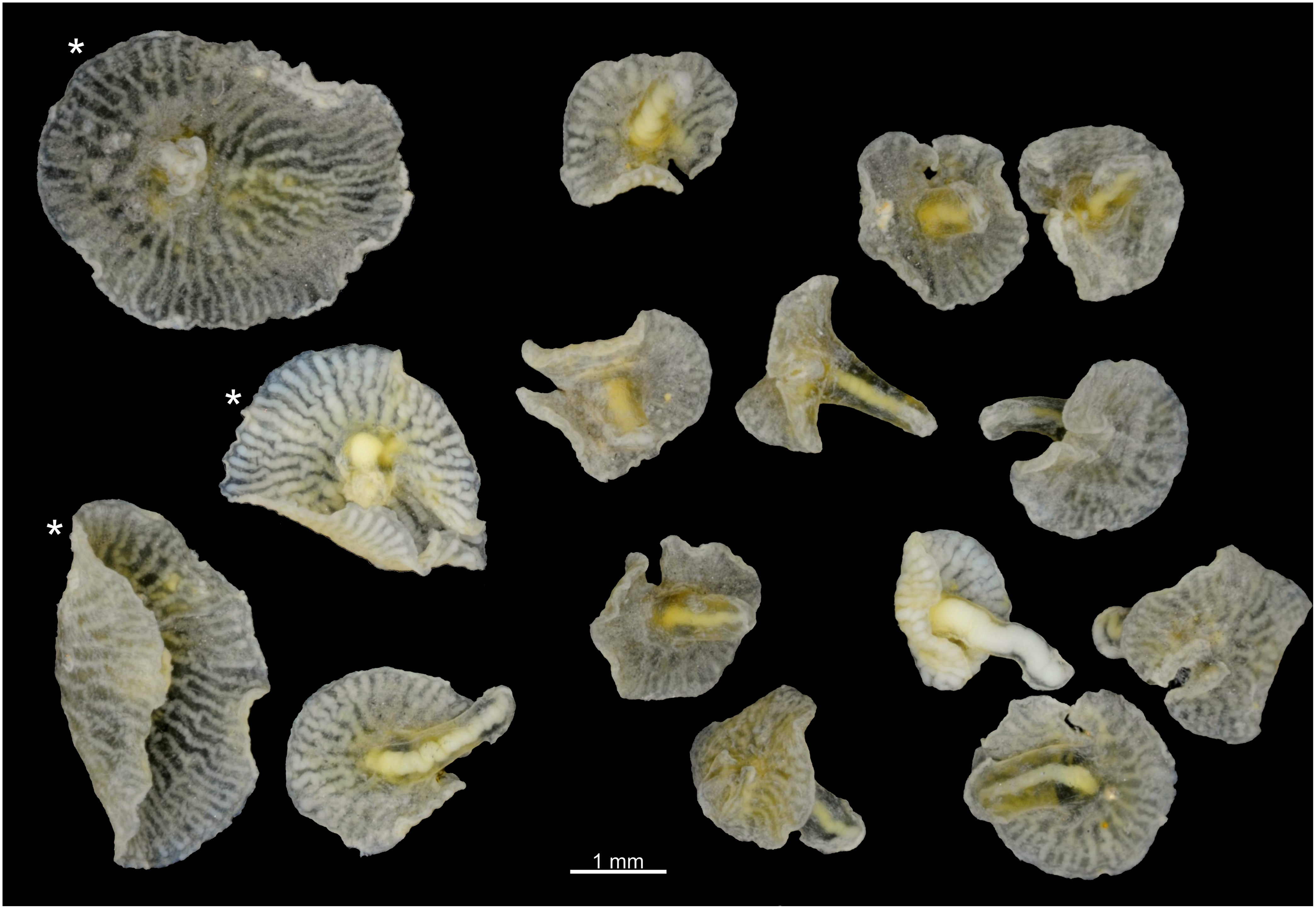
Utrwalone okazy D. discoides (*) i D. enigmatica.

Te morskie organizmy przypominają kształtem owocnik grzyba, jednak w odróżnieniu od niego cechuje je asymetryczna budowa. Nie znaleziono jeszcze żadnych narządów rozrodczych ani układu nerwowego. Ciało tego zwierzęcia składa się ze spłaszczonego, mniej więcej okrągłego dysku oraz czegoś w rodzaju łodygi, zakończonego otworem gębowym, otoczonym płatami. Otwór gębowy prowadzi do kanału jamy chłonąco-trawiącej, który rozwidla się wielokrotnie w obrębie dysku. Występuje zewnętrzna powłoka ciała oddzielona od żołądka warstwą żelatynowej substancji mezoglei. Łodyga mierzy do 8 mm długości, podczas gdy dysk osiąga od 11 do 17 mm średnicy, chociaż oryginalne okazy skurczyły się znacznie w stężonym etanolu już po dokonaniu pomiarów.
Dwa gatunki różni przede wszystkim kształt dysku i proporcja długości łodygi: D. discoides cechuje się kompletnym dyskiem i względnie krótszą łodygą (długości około 10% średnicy dysku), podczas gdy D. enigmatica ma dysk z wyżłobieniem i względnie dłuższą łodygę (do 70% średnicy dysku).
Zwierzę wydaje się być wolno żyjącym, jako że nie wykazuje cech świadczących o przyczepianiu się do czegokolwiek, podłoża czy innego organizmu. Nie ma też oczywistych oznak możliwości tworzenia napędu – organizm nie wydaje się zdolny do pływania. Mały otwór gębowy ma prostą budowę, a sposób żywienia się pozostaje niejasny. Zasugerowano jednak, że płaty wokół otworu gębowego mogą wydzielać śluz wykorzystywany do łapania mikroorganizmów w wodzie.

## Systematyka
Gatunki Dendrogramma cechuje plan budowy ciała, który przypomina spotykany u przedstawicieli typów parzydełkowców czy żebropławów. Brakuje im jednak komórek parzydełkowych, świadczących o przynależności do parzydełkowców, i czułków, świadczących o byciu żebropławem. Powiązania pomiędzy parzydełkowcami, żebropławami i innymi bazalnymi Metazoa nie zostały wiarygodnie wyjaśnione. Dendrogramma należy właśnie do pierwotnych Metazoa, ale nie wiadomo, co miałoby być dla niej grupą siostrzaną. Nowo poznane gatunki umieszczono w nowo stworzonych rodzaju Dendrogramma i rodzinie Dendrogrammatidae. Badacze rozważali nawet umieszczenie ich w odrębnym typie. Powstrzymali się jednak od tworzenia taksonu o tak wysokiej randze, uzasadniając to potrzebą zbadania nowego materiału i znalezienia odpowiedzi na wiele ważnych pytań.
Szef zespołu, który zidentyfikował zwierzę, Jørgen Olesen z Uniwersytetu Kopenhaskiego, zasugerował, że reprezentuje ono wczesne odgałęzienie drzewa życia, wykazując podobieństwa do wymarłej 600 milionów lat temu fauny ediakarskiej. Przynajmniej 3 rodzaje tej fauny – Albumares, Anfesta i Rugoconites –  wykazują podobieństwa do Dendrogramma; wszystkie trzy wydają się być zbudowane z dysku, zawierającego rozgałęziające się kanały.
Badania genetyczne, które mogłyby pomóc w wyjaśnieniu miejsca tego zwierzęcia na drzewie życia, nie mogły zostać przeprowadzone z użyciem okazów opisanych w roku 2014, ponieważ zostały one zakonserwowane z użyciem metanalu i stężonego alkoholu. Metoda ta uniemożliwia analizę kwasów nukleinowych. Badania przeprowadzone przez O'Harę i współpracowników (2016) były możliwe dzięki odkryciu w roku 2015 nowych okazów.
Neurobiolog Leonid Moroz z Whitney Laboratory for Marine Bioscience na  University of Florida powiedział, że jeśli potwierdzi się bezpośrednie pochodzenie nowego rodzaju od wczesnych zwierząt, to może to kompletnie zmienić drzewo życia, a nawet rozumienie, jak ewoluowały zwierzęta, jak ewoluował układ nerwowy, jak ewoluowały różne tkanki. Simon Conway Morris z University of Cambridge stwierdził, że odkrycie stanowi bardzo interesującą niespodziankę, stawia mnóstwo pytań. Zauważył „intrygujące podobieństwo do pewnych form ediakarskich”, zachowuje jednak ostrożność. Niemniej w przypadku potwierdzenia pochodzenia Dendrogramma od organizmów fauny ediakarskiej, jak stwierdził Reinhardt Kristensen z Uniwersytetu Kopenhaskiego, byłoby to odkrycie zwierzęcia, które uznawano za wymarłe od około 500 milionów lat.
Odkrycie okazu mogącego reprezentować nowy typ zwierzęcia zdarza się niezwykle rzadko. Jørgen Olesen zauważył, że w ostatnim stuleciu mogło się to wydarzyć około 4 razy. Andreas Hejnol z Sars International Centre for Marine Molecular Biology w Bergen (Norwegia) porównuje znalezienie nowej linii do odkrycia skarbu, jako że odkrycie żyjących jeszcze w czasach współczesnych potomków linii, którą uznawano za wymarłą dawno temu, może pomóc naukowcom zrekonstruować historię ewolucyjną.